# Naturschutzgebiet Springe
Das Naturschutzgebiet Springe mit 11,26 ha Flächengröße liegt südwestlich von Saßmicke im Stadtgebiet von Olpe und im Kreis Olpe. Das Gebiet wurde 2020 mit dem Landschaftsplan Landschaftsplan Nr. 5 Rothaarvorhöhen zwischen Olpe und Altenhundem durch den Kreistag des Kreises Olpe als Naturschutzgebiet (NSG) ausgewiesen. Das NSG liegt im großen und geschlossenen Waldgebietes Lohkopf. Im Stadtgebiet Wenden grenzt südlich direkt das Naturschutzgebiet Steinkuhle und Hillmickebach an.

## Beschreibung
Im NSG liegen Eichenmischwälder, ein Siepen und einen kleinen Birkenbruch. Bei den Eichenmischwäldern handelt es sich um durchgewachsene Niederwald. Die Eichen hatten bei Ausweisung ein geringes bis mittleres Baumholzalter mit einzelne Alt- und Uralt-Eichen. Im NSG fließt ein naturnaher Quellbach. Die Quelle des Baches befindet sich im Norden des Schutzgebietes. Der Quellbereich und der Quellbach sind ein gesetzlich geschütztes Biotope nach § 30 BNatSchG. Am Talrand stockt auf einem sickernassen Standort ein kleiner Birkenbruchwald. Im NSG kommen Vogelarten wie Mittelspecht und Waldschnepfe vor.
Zum NSG führt der Landschaftsplan auf: „Die Eichenmischwälder mit Quellsiepen sind ein naturraumtypischer Biotopkomplex und stellen als störungsarmes Biotop einen Rückzugsraum für Tiere und Pflanzen im bewaldeten Höhenzug um den Lohkopf dar. Noch Mitte der 1990er Jahre wurde in beiden Schutzgebieten das Haselhuhn nachgewiesen und die Habitatbedingungen für diese Art sind im Wesentlichen auch heute noch günstig.“

## Schutzzweck
Laut Landschaftsplan erfolgte die Ausweisung:
- „zur Erhaltung, Entwicklung und Wiederherstellung von Lebensstätten, Biotopen oder Lebensgemeinschaften bestimmter wildlebender Tier- und Pflanzenarten (u. a. Mittelspecht, Waldschnepfe), insbesondere eines strukturreichen Eichenwaldkomplexes mit Alt- und Uraltbäumen, eines naturnahen Quellsiepens und eines Bruchwaldes,“
- „aus wissenschaftlichen und naturgeschichtlichen Gründen, insbesondere zur Erhaltung schutzwürdiger Böden,“
- „wegen der Seltenheit, besonderen Eigenart und hervorragenden Schönheit des Waldgebietes,“
- „zur Sicherung als Kernfläche im Biotopverbund.“[1]

## Gebote
Für das NSG wurden drei spezielle Gebote erlassen:
- „den Alt- und Totholzanteil zu erhalten und zu vermehren,“
- „Nadelholzbestände, welche Biotoptypen nach § 30 BNatSchG i. V. m. § 42 LNatSchG gefährden, oder nadelholzbestockte Flächen, die standörtlich günstige Bedingungen für die Entwicklung seltener Waldgesellschaften bieten, vorrangig in Laubholzbestände aus lebensraumtypischen Laubholzarten umzuwandeln (Festsetzung nach § 12 LNatSchG),“
- „natürlicherweise vernässte Standorte zu erhalten und die Wiedervernässung auf entwässerten Standorten zu fördern.“[1]